# Seznam hlav států v roce 2015
V seznamu hlav států v roce 2015 jsou uvedeni nejvyšší představitelé všech nezávislých států, kteří vládli v roce 2015. Seznam je seřazen abecedně podle světadílů. Jsou zde uvedeny nejvyšší hlavy států (prezidenti, králové, atd.) a předsedové vlád (pokud taková funkce existuje), případně i další významné státní funkce (typicky generální guvernér zastupující britskou královnu nebo faktické hlavy států, pokud se liší od nominálních hlav).
V seznamu je uvedeno i několik území se sporným mezinárodním postavením, která jsou de facto nezávislá, de iure jsou ale součástí některého jiného státu.

## Afrika
| Název státu                  | Státní vlajka | Hlava státu | Předseda vlády |
| ---------------------------- | ------------- | --- | --- |
| Alžírsko                     |               | prezident Abdelazíz Buteflika | Abdelmalek Sellal |
| Angola                       |               | prezident José Eduardo dos Santos | José Eduardo dos Santos |
| Benin                        |               | prezident Yayi Boni | funkce neobsazena (do 18. 6.) Lionel Zinsou (od 18. 6.) |
| Botswana                     |               | prezident Ian Khama | Ian Khama |
| Burkina Faso                 |               | dočasný prezident Michel Kafando (do 18. 9.) šéf Národní rady demokracie Gilbert Diendéré (od 18. 9. do 23. 9.) dočasný prezident Michel Kafando (od 23. 9. do 29. 12.) prezident Roch Marc Christian Kaboré (od 29. 12.) | Isaac Zida (do 18. 9., od 23. 9. opět ve funkci, zastupující) |
| Burundi                      |               | prezident Pierre Nkurunziza | Pierre Nkurunziza |
| Čad                          |               | prezident Idriss Déby | Kalzeubé Pahimi Deubet |
| DR Kongo                     |               | prezident Joseph Kabila | Augustin Matata Ponyo Mapon |
| Džibutsko                    |               | prezident Ismaïl Omar Guelleh | Abdoulkader Kamil Mohamed |
| Egypt                        |               | prezident Abd al-Fattáh as-Sísí | Ibrahim Mahlab (do 19. 9.) Sherif Ismail (od 19. 9.) |
| Eritrea                      |               | prezident Isaias Afwerki | Isaias Afwerki |
| Etiopie                      |               | prezident Mulatu Teshome Wirtu | Hailemariam Desalegn |
| Gabon                        |               | prezident Ali Bongo Ondimba | Daniel Ona Ondo |
| Gambie                       |               | prezident Yahya Jammeh | Yahya Jammeh |
| Ghana                        |               | prezident John Dramani Mahama | John Dramani Mahama |
| Guinea                       |               | prezident Alpha Condé | Mohamed Said Fofana (od 29. 12.) Mamady Youla (od 29. 12.) |
| Guinea-Bissau                |               | prezident José Mário Vaz | Domingos Simões Pereira (do 20. 8.) Baciro Djá (od 20. 8. do 9. 9.) Carlos Correia (od 9. 9.) |
| Jihoafrická republika        |               | prezident Jacob Zuma | Jacob Zuma |
| Jižní Súdán                  |               | prezident Salva Kiir Mayardit | Salva Kiir Mayardit |
| Kamerun                      |               | prezident Paul Biya | Philémon Yang |
| Kapverdy                     |               | prezident Jorge Carlos Fonseca | José Maria Neves |
| Keňa                         |               | prezident Uhuru Kenyatta | Uhuru Kenyatta |
| Komory                       |               | prezident Ikililou Dhoinine | Ikililou Dhoinine |
| Lesotho                      |               | král Letsie III. | Tom Thabane (do 17. 3.) Pakalitha Mosisili (od 17. 3.) |
| Libérie                      |               | prezidentka Ellen Johnsonová-Sirleafová | Ellen Johnsonová-Sirleafová |
| Libye                        |               | předseda poslanecké sněmovny Akila Saleh Issa předseda Generálního národního kongresu Nouri Abusahmain | Abdullah al-Thani (do 11. 8. řádný, od 11. 8. úřadující) Omar al-Hassi (do 31. 3.) (předseda vlády Vrchní revoluční rady) Khalifa al-Ghawil (od 31. 3. úřadující, od 1. 12. řádný) (předseda vlády Vrchní revoluční rady) |
| Madagaskar                   |               | prezident Hery Rajaonarimampianina | Roger Kolo (do 17. 1.) Jean Ravelonarivo (od 17. 1.) |
| Malawi                       |               | prezident Peter Mutharika | Peter Mutharika |
| Mali                         |               | prezident Ibrahim Boubacar Keïta | Moussa Mara (do 9. 1.) Modibo Keita (od 9. 1.) |
| Maroko                       |               | král Mohamed VI. | Abdelilah Benkirane |
| Mauricius                    |               | prezident Rajkeswur Purryag (do 29. 5.) dočasná prezidentka Monique Ohsan-Bellepeau (od 29. 5. do 5. 6.) prezidentka Ameenah Guribová (od 5. 6.)                                                                          | Sir Anerood Jugnauth |
| Mauritánie                   |               | prezident Mohamed Ould Abdel Aziz | Yahya Ould Hademine |
| Mosambik                     |               | prezident Armando Guebuza (do 15. 1.) prezident Filipe Nyusi (od 15. 1.) | Alberto Vaquina (do 17. 1.) Carlos Agostinho do Rosário (od 17. 1.) |
| Namibie                      |               | prezident Hifikepunye Pohamba (do 21. 3.) prezident Hage Geingob (od 21. 3.) | Hage Geingob (do 20. 3.) Saara Kuugongelwa-Amadhila (od 21. 3.) |
| Niger                        |               | prezident Mahamadou Issoufou | Brigi Rafini |
| Nigérie                      |               | prezident Goodluck Jonathan (do 29. 5.) prezident Muhammadu Buhari (od 29. 5.) | Goodluck Jonathan (do 29. 5.) Muhammadu Buhari (od 29. 5.) |
| Pobřeží slonoviny            |               | prezident Alassane Ouattara | Daniel Kablan Duncan |
| Republika Kongo              |               | prezident Denis Sassou-Nguesso | funkce neobsazena |
| Rovníková Guinea             |               | prezident Teodoro Obiang Nguema Mbasogo | Vicente Ehate Tomi |
| Rwanda                       |               | prezident Paul Kagame | Anastase Murekezi |
| Senegal                      |               | prezident Macky Sall | Mohamed Dionne |
| Seychely                     |               | prezident James Michel | James Michel |
| Sierra Leone                 |               | prezident Ernest Bai Koroma | Ernest Bai Koroma |
| Somálsko                     |               | prezident Hassan Sheikh Mohamud | Omar Abdirashid Ali Sharmarke |
| Středoafrická republika      |               | prezidentka Catherine Samba-Panza | Mahamat Kamoun |
| Súdán                        |               | prezident Umar al-Bašír | Umar al-Bašír |
| Svatý Tomáš a Princův ostrov |               | prezident Manuel Pinto da Costa | Patrice Trovoada |
| Svazijsko                    |               | král Mswati III. | Barnabas Sibusiso Dlamini |
| Tanzanie                     |               | prezident Jakaya Kikwete (do 5. 11.) prezident John Magufuli (od 5. 11.) | Mizengo Pinda (do 20. 10.) Kassim Majaliwa (od 20. 10.) |
| Togo                         |               | prezident Faure Gnassingbé | Kwesi Ahoomey-Zunu (do 10. 6.) Komi Selom Klassou (od 10. 6.) |
| Tunisko                      |               | prezident Kaíd Sibsí | Mehdi Jomaa (do 6. 2.) Habib Essid (od 6. 2.) |
| Uganda                       |               | prezident Yoweri Museveni | Ruhakana Rugunda |
| Zambie                       |               | dočasný prezident Guy Scott (do 25. 1.) prezident Edgar Lungu (od 25. 1.) | Guy Scott (dočasný, do 25. 1.) Edgar Lungu (od 25. 1.) |
| Zimbabwe                     |               | prezident Robert Mugabe | Robert Mugabe |

## Asie
| Název státu             | Státní vlajka | Hlava státu                                                                                             | Předseda vlády |
| ----------------------- | ------------- | --- | --- |
| Afghánistán             |               | prezident Ašraf Ghaní                                                                                   | Abdulláh Abdulláh (tzv. výkonný premiér)                                                                                              |
| Arménie                 |               | prezident Serž Sarkisjan                                                                                | Hovik Abrahamyan |
| Ázerbájdžán             |               | prezident Ilham Alijev                                                                                  | Artur Rasizada |
| Bahrajn                 |               | král Hamad bin Ísá Ál Chalífa                                                                           | Chalífa ibn Salmán Al Chalífa |
| Bangladéš               |               | prezident Abdul Hamid                                                                                   | Šajch Hasína Vadžídová |
| Bhútán                  |               | král Džigme Khesar Namgjel Wangčhug                                                                     | Tshering Tobgay |
| Brunej                  |               | sultán Hassanal Bolkiah                                                                                 | Hassanal Bolkiah |
| Čína                    |               | prezident Si Ťin-pching                                                                                 | Li Kche-čchiang |
| Filipíny                |               | prezident Benigno Aquino III.                                                                           | Benigno Aquino III. |
| Gruzie                  |               | prezident Giorgi Margvelašvili                                                                          | Irakli Garibašvili (do 30. 12.) Giorgi Kvirikašvili (do 30. 12.)                                                                      |
| Indie                   |               | prezident Pranab Mukherdží                                                                              | Naréndra Módí |
| Indonésie               |               | prezident Joko Widodo                                                                                   | Joko Widodo |
| Irák                    |               | prezident Fuád Masúm                                                                                    | Hajdar Abádí |
| Írán                    |               | duchovní vůdce (faktická hlava státu) Sajjid Alí Chameneí                                               | prezident (nominální hlava státu) Hasan Rúhání                                                                                        |
| Izrael                  |               | Prezident Re'uven Rivlin                                                                                | Benjamin Netanjahu |
| Japonsko                |               | císař Akihito                                                                                           | Šinzó Abe |
| Jemen                   |               | prezident Abd Rabú Mansúr Hádí prezident Nejvyššího revolučního výboru Mohammed Alí al-Houtí (od 6. 2.) | Khaled Bahah |
| Jižní Korea             |               | prezidentka Park Geun-hye                                                                               | Chung Hong-won (do 16. 2.) Lee Wan-Koo (od 16. 2. do 27. 4.) Choi Kyung-hwan (od 29. 4. do 18. 6., dočasný) Hwang Kyo-ahn (od 18. 6.) |
| Jordánsko               |               | král Abdalláh II.                                                                                       | Abdullah Ensour |
| Kambodža                |               | král Norodom Sihamoni                                                                                   | Hun Sen |
| Katar                   |               | emír Tamím bin Hamad Ál Thání                                                                           | Abdalláh bin Násir Chalífa Sání |
| Kazachstán              |               | prezident Nursultan Nazarbajev                                                                          | Karim Masimov |
| Kuvajt                  |               | emír Sabah al-Ahmad as-Sabah                                                                            | Džábir Mubárak Hamad Sabah |
| Kyrgyzstán              |               | prezident Almazbek Atambajev                                                                            | Djoomart Otorbaev (do 1. 5.) Temir Sariev (od 1. 5.)                                                                                  |
| Laos                    |               | prezident Čumaly Sayason                                                                                | Thongsing Thammavong |
| Libanon                 |               | dočasný prezident Tammám Salám                                                                          | Tammám Salám |
| Malajsie                |               | král Tuanku Abdul Halim Mu'adzam Shah                                                                   | Najib Tun Razak |
| Maledivy                |               | prezident Abdalláh Jamín                                                                                | Abdalláh Jamín |
| Mongolsko               |               | prezident Cachjagín Elbegdordž                                                                          | Chimed Saikhanbileg |
| Myanmar                 |               | prezident Thein Sein                                                                                    | Thein Sein |
| Nepál                   |               | prezident Rám Baran Jádav (do 29. 10.) prezidentka Bidhjá Déví Bhandáríová (od 29. 10.)                 | Sushil Koirala (do 12. 10.) Khadga Prasád Oli (od 12. 10.)                                                                            |
| Omán                    |               | sultán Kábús bin Saíd                                                                                   | Kábús bin Saíd |
| Pákistán                |               | prezident Mamnún Husajn                                                                                 | Naváz Šaríf |
| Saúdská Arábie          |               | král Abd Alláh bin Abd al-Azíz (do 23. 1.) král Salmán bin Abd al-Azíz (od 23. 1.)                      | Abd Alláh bin Abd al-Azíz (do 23. 1.) Salmán bin Abd al-Azíz (od 23. 1.)                                                              |
| Severní Korea           |               | nejvyšší vůdce Kim Čong-un                                                                              | Pak Pong Ju |
| Singapur                |               | prezident Tony Tan                                                                                      | Lee Hsien Loong |
| Spojené arabské emiráty |               | emír Chalífa bin Zájid Ál Nahján                                                                        | Muhammad bin Rášid Ál Maktúm |
| Srí Lanka               |               | prezident Mahinda Radžapaksa (do 9. 1.) prezident Maithripala Sirisena (od 9. 1.)                       | D. M. Jayaratne (do 9. 1.) Ranil Wickremesinghe (od 9. 1.)                                                                            |
| Sýrie                   |               | prezident Bašár al-Asad                                                                                 | Wá'il al-Halkí |
| Tádžikistán             |               | prezident Emómalí-ji Rahmón                                                                             | Kokhir Rasulzoda |
| Thajsko                 |               | král Ráma IX.                                                                                           | Prajutch Čan-Oča (vojenský premiér)                                                                                                   |
| Turecko                 |               | prezident Recep Tayyip Erdoğan                                                                          | Ahmet Davutoğlu |
| Turkmenistán            |               | prezident Gurbanguly Berdimuhamedow                                                                     | Gurbanguly Berdimuhamedow |
| Uzbekistán              |               | prezident Islam Karimov                                                                                 | Shavkat Mirziyoyev |
| Vietnam                 |               | prezident Trương Tấn Sang                                                                               | Nguyễn Tấn Dũng |
| Východní Timor          |               | prezident Taur Matan Ruak                                                                               | Xanana Gusmão (do 16. 2.) Rui Maria de Araújo (od 16. 2.)                                                                             |

## Evropa
| Název státu         | Státní vlajka | Hlava státu | Předseda vlády |
| ------------------- | ------------- | --- | --- |
| Albánie             |               | prezident Bujar Nishani | Edi Rama |
| Andorra             |               | spolukníže François Hollande (zastupován Christianem Frémontem) a spolukníže biskup Joan Enric Vives Sicília (zastupován Nemesim Marquesem Ostem)                                                                 | Antoni Martí Petit (do 23. 3.) Gilbert Saboya Sunyé (od 23. 3. do 31. 3., dočasně) Antoni Martí Petit (od 31. 3.)                                                                            |
| Belgie              |               | král Filip | Charles Michel |
| Bělorusko           |               | prezident Alexandr Lukašenko | Andrej Kobjakov |
| Bosna a Hercegovina |               | předsednictvo Mladen Ivanovič (Srb), Željko Dragan Čovič (Chorvat) a Bakir Izetbegović (Bosňák) | Vjekoslav Bevanda (do 11. 2.) Denis Zvizdic (od 11. 2.) |
| Bulharsko           |               | prezident Rosen Plevneliev | Bojko Borisov |
| Černá Hora          |               | prezident Filip Vujanović | Milo Đukanović |
| Česko               |               | prezident Miloš Zeman | Bohuslav Sobotka |
| Dánsko              |               | královna Markéta II. | Helle Thorningová-Schmidtová (do 28. 6.) Lars Løkke Rasmussen (od 28. 6.) |
| Estonsko            |               | prezident Toomas Hendrik Ilves | Taavi Rõivas |
| Finsko              |               | prezident Sauli Niinistö | Alexander Stubb (do 29. 5.) Juha Sipilä (od 29. 5.) |
| Francie             |               | prezident François Hollande | Manuel Valls |
| Chorvatsko          |               | prezident Ivo Josipović (do 18. 2.) prezidentka Kolinda Grabarová Kitarovičová (od 18. 2.) | Zoran Milanović |
| Irsko               |               | prezident Michael D. Higgins | Enda Kenny |
| Island              |               | prezident Ólafur Ragnar Grímsson | Sigmundur Davíð Gunnlaugsson |
| Itálie              |               | prezident Giorgio Napolitano (do 14. 1.) dočasný prezident Pietro Grasso (od 14. 1. do 3. 2.) prezident Sergio Mattarella (od 3. 2.)                                                                              | Matteo Renzi |
| Kypr                |               | prezident Nikos Anastasiadis | Nikos Anastasiadis |
| Lichtenštejnsko     |               | kníže Hans Adam II. a regent Alois z Lichtenštejna | Adrian Hasler |
| Litva               |               | prezidentka Dalia Grybauskaitė | Algirdas Butkevičius |
| Lotyšsko            |               | prezident Andris Bērziņš (do 8. 7.) prezident Raimonds Vejonis (od 8. 7.) | Laimdota Straujumaová |
| Lucembursko         |               | velkovévoda Henri | Xavier Bettel |
| Maďarsko            |               | prezident János Áder | Viktor Orbán |
| Makedonie           |               | prezident Gjorgje Ivanov | Nikola Gruevski |
| Malta               |               | prezident George Abela | Joseph Muscat |
| Moldavsko           |               | prezident Nicolae Timofti | Iurie Leancă (do 18. 2.) Chiril Gaburici (od 18. 2. do 22. 6.) Natalia Ghermanová (od 22. 6. do 30. 7., dočasná) Valeriu Streleț (od 30. 7. do 30. 10.) Gheorghe Brega (od 30. 10., dočasný) |
| Monako              |               | kníže Albert II. | Michel Roger (do 16. 12.) Gilles Tonelli (od 16. 12., zastupující) |
| Německo             |               | spolkový prezident Joachim Gauck | Angela Merkelová |
| Nizozemsko          |               | král Vilém-Alexandr | Mark Rutte |
| Norsko              |               | král Harald V. | Erna Solbergová |
| Polsko              |               | prezident Bronisław Komorowski (do 6. 8.) prezident Andrzej Duda (od 6. 8.) | Ewa Kopaczová (do 16. 11.) Beata Szydłová (od 16. 11.) |
| Portugalsko         |               | prezident Aníbal Cavaco Silva | Pedro Passos Coelho (do 26. 11.) António Costa (od 26. 11.) |
| Rakousko            |               | prezident Heinz Fischer | kancléř Werner Faymann |
| Rumunsko            |               | prezident Klaus Iohannis | Victor Ponta (do 5. 11.) Sorin Cîmpeanu (od 5. 11. do 17. 11., dočasný) Dacian Cioloș (od 17. 11.)                                                                                           |
| Rusko               |               | prezident Vladimir Putin | Dmitrij Medveděv |
| Řecko               |               | prezident Karolos Papulias (do 13. 3.) prezident Prokopis Pavlopulos (od 13. 3.) | Antonis Samaras (do 26. 1.) Alexis Tsipras (od 26. 1. do 27. 8.) Vasiliki Thanuová (od 27. 8. do 21. 9., dočasná) Alexis Tsipras (od 21. 9.)                                                 |
| San Marino          |               | kapitáni – regenti Gian Franco Terenzi a Guerrino Zanotti (do 1. 4.) kapitáni – regenti Andrea Belluzzi a Roberto Venturini (od 1. 4. do 1. 10.) kapitáni – regenti Lorella Stefanelli a Nicola Renzi (od 1. 10.) | Gian Franco Terenzi a Guerrino Zanotti (do 1. 4.) Andrea Belluzzi a Roberto Venturini (od 1. 4. do 1. 10.) Lorella Stefanelli a Nicola Renzi (od 1. 10.)                                     |
| Slovensko           |               | prezident Andrej Kiska | Robert Fico |
| Slovinsko           |               | prezident Borut Pahor | Miro Cerar |
| Spojené království  |               | královna Alžběta II. | David Cameron |
| Srbsko              |               | prezident Tomislav Nikolić | Aleksandar Vučić |
| Španělsko           |               | král Filip VI. Španělský | Mariano Rajoy |
| Švédsko             |               | král Karel XVI. Gustav | Stefan Löfven |
| Švýcarsko           |               | prezidentka Simonetta Sommarugaová | Simonetta Sommarugaová |
| Ukrajina            |               | prezident Petro Porošenko | Arsenij Jaceňuk |
| Vatikán             |               | papež František | státní sekretář Pietro Parolin |

## Severní a střední Amerika
| Název státu               | Státní vlajka | Hlava státu | Předseda vlády                                                          |
| ------------------------- | ------------- | --- | ----------------------------------------------------------------------- |
| Antigua a Barbuda         |               | královna Alžběta II. – generální guvernér Rodney Williams                                                                            | Gaston Browne                                                           |
| Bahamy                    |               | královna Alžběta II. – generální guvernérka Dame Marguerite Pindling                                                                 | Perry Christie                                                          |
| Barbados                  |               | královna Alžběta II. – generální guvernér Elliott Belgrave                                                                           | Freundel Stuart                                                         |
| Belize                    |               | královna Alžběta II. – generální guvernér Colville Young                                                                             | Dean Barrow                                                             |
| Dominika                  |               | prezident Charles Savarin | Roosevelt Skerrit                                                       |
| Dominikánská republika    |               | prezident Danilo Medina | Danilo Medina                                                           |
| Grenada                   |               | královna Alžběta II. – generální guvernérka Cécile La Grenade                                                                        | Keith Mitchell                                                          |
| Guatemala                 |               | prezident Otto Pérez Molina (do 3. 9.) prezident Alejandro Maldonado Aguirre (od 3. 9.)                                              | Otto Pérez Molina (do 3. 9.) Alejandro Maldonado Aguirre (od 3. 9.)     |
| Haiti                     |               | prezident Michel Martelly | Florence Duperval Guillaume (do 16. 1., dočasná) Evans Paul (od 16. 1.) |
| Honduras                  |               | prezident Juan Orlando Hernández | Juan Orlando Hernández                                                  |
| Jamajka                   |               | královna Alžběta II. – generální guvernér Patrick Allen                                                                              | Portia Simpson Miller                                                   |
| Kanada                    |               | královna Alžběta II. – generální guvernér David Johnston                                                                             | Stephen Harper (do 4. 11.) Justin Trudeau (od 4. 11.)                   |
| Kostarika                 |               | prezident Luis Guillermo Solís | Luis Guillermo Solís                                                    |
| Kuba                      |               | prezident Raúl Castro | Raúl Castro                                                             |
| Mexiko                    |               | prezident Enrique Peña Nieto | Enrique Peña Nieto .                                                    |
| Nikaragua                 |               | prezident Daniel Ortega | Daniel Ortega                                                           |
| Panama                    |               | prezident Juan Carlos Varela | Juan Carlos Varela                                                      |
| Salvador                  |               | prezident Salvador Sánchez Cerén | Salvador Sánchez Cerén                                                  |
| Spojené státy americké    |               | prezident Barack Obama | Barack Obama                                                            |
| Svatá Lucie               |               | královna Alžběta II. – generální guvernérka Pearlette Louisy                                                                         | Kenny Anthony                                                           |
| Svatý Kryštof a Nevis     |               | královna Alžběta II. – generální guvernér Sir Edmund Lawrence (do 2. 9.) generální guvernér Samuel Weymouth Tapley Seaton (od 2. 9.) | Denzil Douglas ( do 18. 2.) Timothy Harris (od 18. 2.)                  |
| Svatý Vincenc a Grenadiny |               | královna Alžběta II. – generální guvernér Frederick Ballantyne                                                                       | Ralph Gonsalves                                                         |
| Trinidad a Tobago         |               | prezident Anthony Carmona | Kamala Persad-Bissessara (do 9. 9.) Keith Rowley (od 9. 9.)             |

## Jižní Amerika
| Název státu | Státní vlajka | Hlava státu                                                                                   | Předseda vlády                                                          |
| ----------- | ------------- | --------------------------------------------------------------------------------------------- | ----------------------------------------------------------------------- |
| Argentina   |               | prezidentka Cristina Fernández de Kirchner (do 10. 12.) prezident Mauricio Macri (od 10. 12.) | Cristina Fernández de Kirchner (do 10. 12.) Mauricio Macri (od 10. 12.) |
| Bolívie     |               | prezident Evo Morales                                                                         | Evo Morales                                                             |
| Brazílie    |               | prezidentka Dilma Rousseffová                                                                 | Dilma Rousseffová                                                       |
| Ekvádor     |               | prezident Rafael Correa                                                                       | Rafael Correa                                                           |
| Guyana      |               | prezident Donald Ramotar (do 16. 5.) prezident David Granger (od 16. 5.)                      | Sam Hinds (do 20. 5.) Moses Nagamootoo (od 20. 5.)                      |
| Chile       |               | prezidentka Michelle Bacheletová                                                              | Michelle Bacheletová                                                    |
| Kolumbie    |               | prezident Juan Manuel Santos                                                                  | Juan Manuel Santos                                                      |
| Paraguay    |               | prezident Horacio Cartes                                                                      | Horacio Cartes                                                          |
| Peru        |               | prezident Ollanta Humala                                                                      | Ana Jara (do 2. 4.) Pedro Cateriano (od 2. 4.)                          |
| Surinam     |               | prezident Dési Bouterse                                                                       | Dési Bouterse                                                           |
| Uruguay     |               | prezident José Mujica (do 1. 3.) prezident Tabaré Vázquez (od 1. 3.)                          | José Mujica (do 1. 3.) Tabaré Vázquez (od 1. 3.)                        |
| Venezuela   |               | Nicolás Maduro                                                                                | Nicolás Maduro                                                          |

## Oceánie
| Název státu                  | Státní vlajka | Hlava státu                                                                      | Předseda vlády                                        |
| ---------------------------- | ------------- | -------------------------------------------------------------------------------- | ----------------------------------------------------- |
| Austrálie                    |               | královna Alžběta II. – generální guvernér Sir Peter Cosgrove                     | Tony Abbott (do 15. 9.) Malcolm Turnbull (od 15. 9.)  |
| Federativní státy Mikronésie |               | prezident Manny Mori (do 11. 5.) prezident Peter M. Christian (od 11. 5.)        | Manny Mori (do 11. 5.) Peter M. Christian (od 11. 5.) |
| Fidži                        |               | prezident Ratu Epeli Nailatikau (do 12. 11.) prezident Jioji Konrote (od 12. 11) | Frank Bainimarama                                     |
| Kiribati                     |               | prezident Anote Tong                                                             | Anote Tong                                            |
| Marshallovy ostrovy          |               | prezident Jurelang Zedkaia                                                       | Ruben Zackhras                                        |
| Nauru                        |               | prezident Baron Waqa                                                             | Baron Waqa                                            |
| Nový Zéland                  |               | královna Alžběta II. – generální guvernér Sir Jerry Mateparae                    | John Key                                              |
| Palau                        |               | prezident Tommy Remengesau                                                       | Tommy Remengesau                                      |
| Papua Nová Guinea            |               | královna Alžběta II. – generální guvernér Sir Michael Ogio                       | Sir Michael Somare                                    |
| Samoa                        |               | náčelník Tufuga Efi                                                              | Tuilaepa Aiono Sailele Malielegaoi                    |
| Šalomounovy ostrovy          |               | královna Alžběta II. – generální guvernér Frank Kabui                            | Manasseh Sogavare                                     |
| Tonga                        |               | král Tupou VI.                                                                   | 'Akilisi Pohiva                                       |
| Tuvalu                       |               | královna Alžběta II. – generální guvernér Iakoba Taeia Italeli                   | Enele Sopoaga                                         |
| Vanuatu                      |               | prezident Baldwin Lonsdale                                                       | Sato Kilman                                           |

## Státy se sporným mezinárodním uznáním
| Název státu      | Státní vlajka | Hlava státu | Předseda vlády                                       |
| ---------------- | ------------- | --- | ---------------------------------------------------- |
| Abcházie         |               | prezident Raul Chadžimba                                                                                                  | Beslan Butba (do 16. 3.) Artur Mikvabija (od 20. 3.) |
| Jižní Osetie     |               | prezident Eduard Kokojty                                                                                                  | Vadim Brovtsev                                       |
| Kosovo           |               | prezidentka Atifete Jahjaga                                                                                               | Isa Mustafa                                          |
| Náhorní Karabach |               | prezident Bako Sahakyan                                                                                                   | Arayik Harutyunyan                                   |
| Severní Kypr     |               | prezident Mehmet Ali Talat (do 23. 4.) prezident Dervis Eroglu (od 23. 4. do 30. 4.) prezident Mustafa Akinci (od 30. 4.) | Derviş Eroğlu                                        |
| Palestina        |               | prezident Mahmúd Abbás | Rami Hamdallah                                       |
| Tchaj-wan        |               | prezident Ma Jing-ťiou | Mao Chi-kuo                                          |
| Západní Sahara   |               | prezident Mohamed Abdelaziz                                                                                               | Abdelkader Taleb Oumar                               |